# Arawe

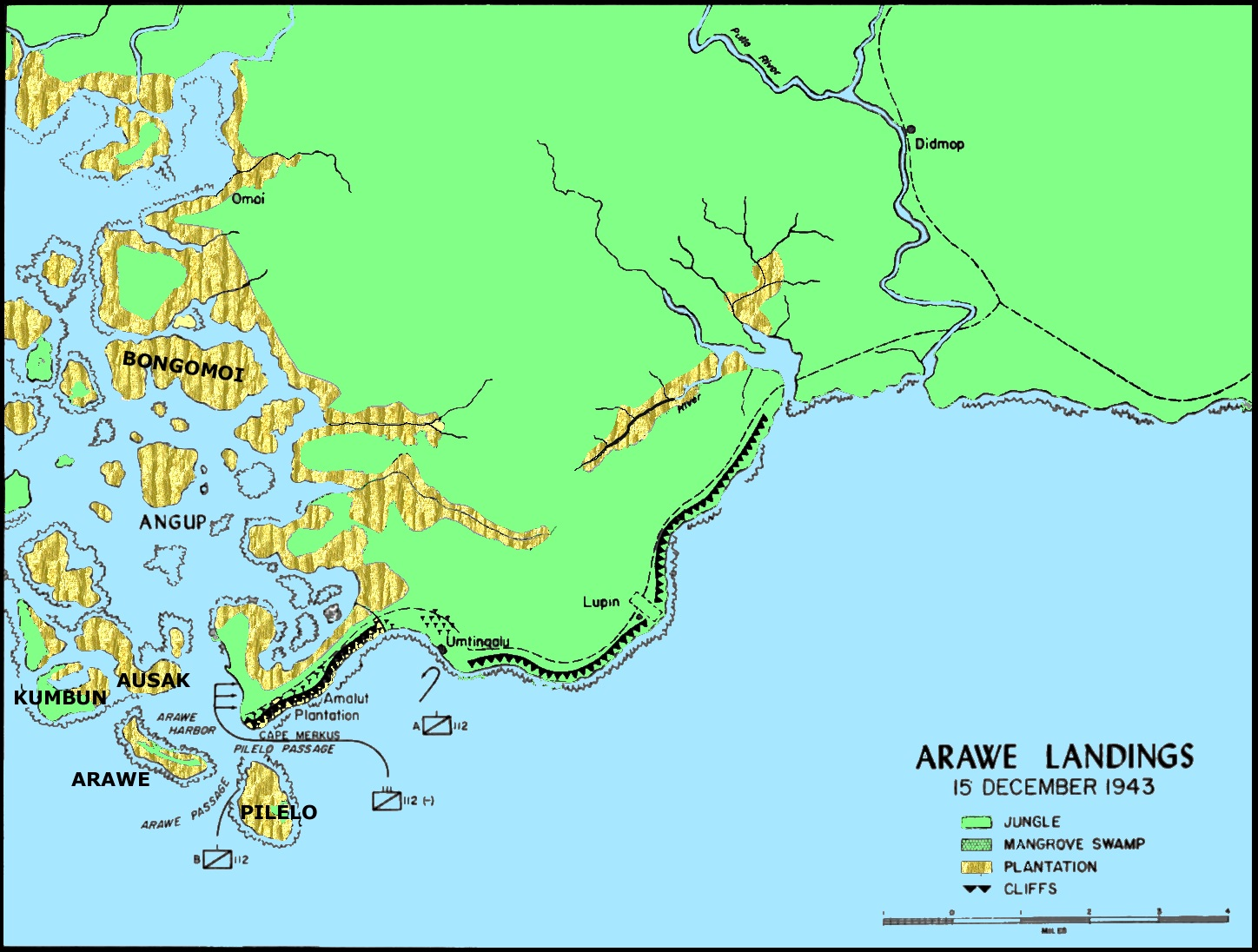
L'area di Arawe.

Arawe è un'area costiera lungo la costa meridionale della Nuova Britannia, a circa 100 chilometri (62 mi) da Capo Gloucester, che comprende il Capo Merkus e diverse isolette, tra cui l'omonima isola di Arawe. Vi è anche un piccolo porto naturale, obiettivo della battaglia che si svolse nel dicembre 1943, durante la seconda guerra mondiale.